# Brusson (Marne)
Pour les articles homonymes, voir Brusson.
Brusson est une commune française située dans le département de la Marne en région Grand Est.

## Géographie

### Localisation
Brusson se trouve au sud-est du département de la Marne, en région Grand Est. La commune appartient à la région agricole du Perthois.
La commune de Brusson s'étend sur une superficie de 486 hectares. Elle est entourée à l'est et au nord par la Bruxenelle, dont les rives sont boisées. Sur son territoire, l'altitude varie de 104 à 112 mètres. Le village de Brusson se trouve au nord de la commune.
Par la route, Brusson se situe à 41 km de Châlons-en-Champagne, préfecture de la Marne, à 38 km de Bar-le-Duc, préfecture de la Meuse, à 26 km de Saint-Dizier, principale ville de la Haute-Marne, à 11 km de Vitry-le-François, sa sous-préfecture de rattachement, et à 16 km de Sermaize-les-Bains, bureau centralisateur du canton de Sermaize-les-Bains dont dépend Brusson depuis 2015. La commune fait en outre partie du bassin de vie de Vitry-le-François.
Brusson est limitrophe de 4 communes :
|              | Ponthion |          |
| Plichancourt | Brusson  | Dompremy |
|              | Favresse |          |

### Hydrographie

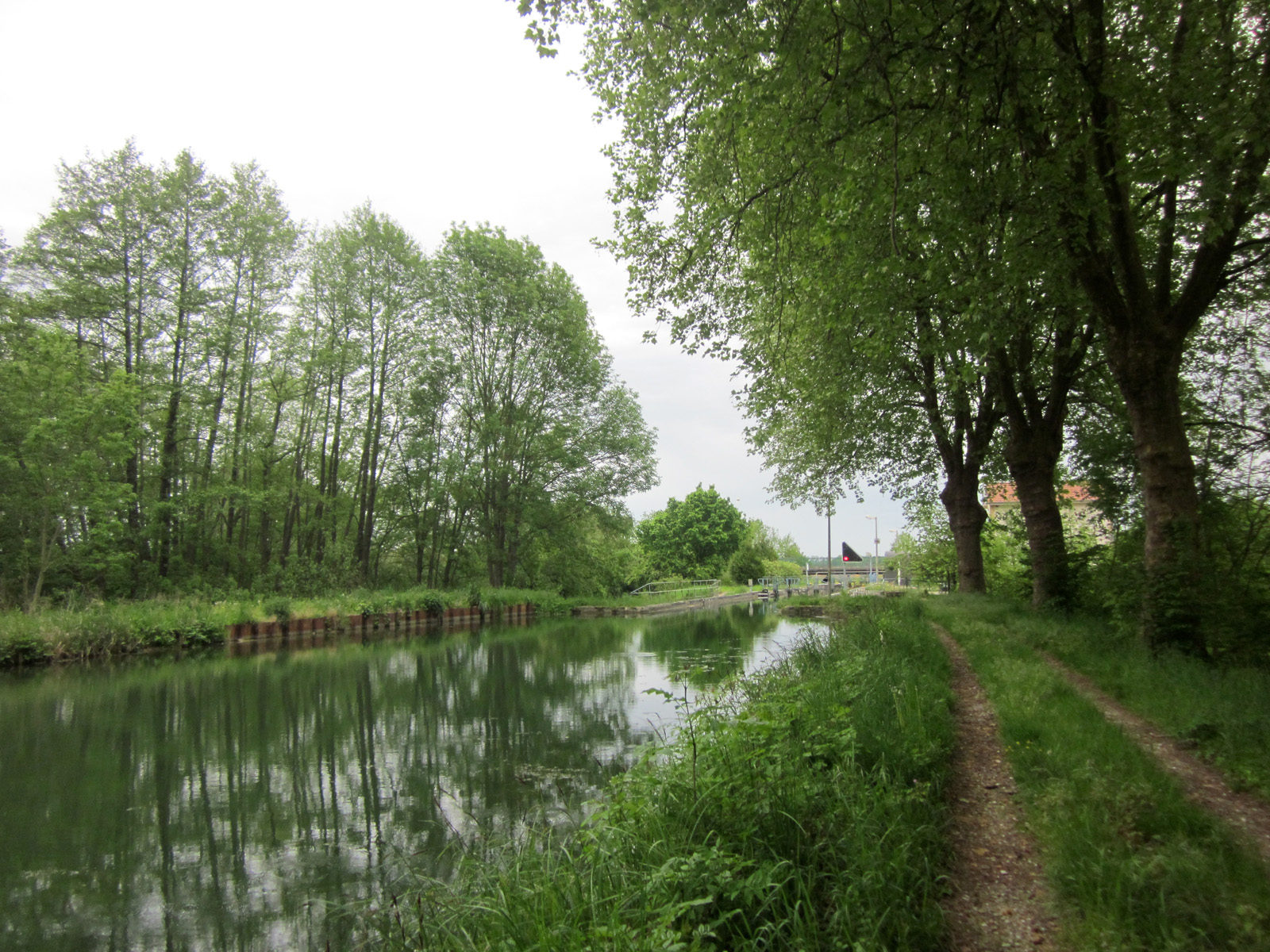
Le canal de la Marne au Rhin, à l'écluse 68 de Brusson.

La commune est dans la région hydrographique « la Seine de sa source au confluent de l'Oise (exclu) » au sein du bassin Seine-Normandie. Elle est drainée par le canal de la Marne au Rhin, la Bruxenelle, le Fossé du Bacon, le canal 01 de la Fosse, le canal 01 de la Mare Avrillot, le canal 01 de l'Ormelot, le canal 01 des Gaupinets, le canal 01 des Vosses et le canal 02 de la Fosse,.
Le canal de la Marne au Rhin, long de 293 km et 178 écluses à l'origine, relie la Marne (à Vitry-le-François) au Rhin (à Strasbourg). Par le canal latéral à la Marne, il est connecté au réseau navigable de la Seine vers l'Île-de-France et la Normandie.
La Bruxenelle, d'une longueur de 40 km, prend sa source dans la commune de Trois-Fontaines-l'Abbaye et se jette dans la Saulx à Vitry-en-Perthois, après avoir traversé douze communes. Les caractéristiques hydrologiques de la Bruxenelle sont données par la station hydrologique située sur la commune. Le débit moyen mensuel est de 1,06 m3/s. Le débit moyen journalier maximum est de 23,5 m3/s, atteint lors de la crue du 20 février 1977. Le débit instantané maximal est quant à lui de 25,8 m3/s, atteint le 1er février 1977.

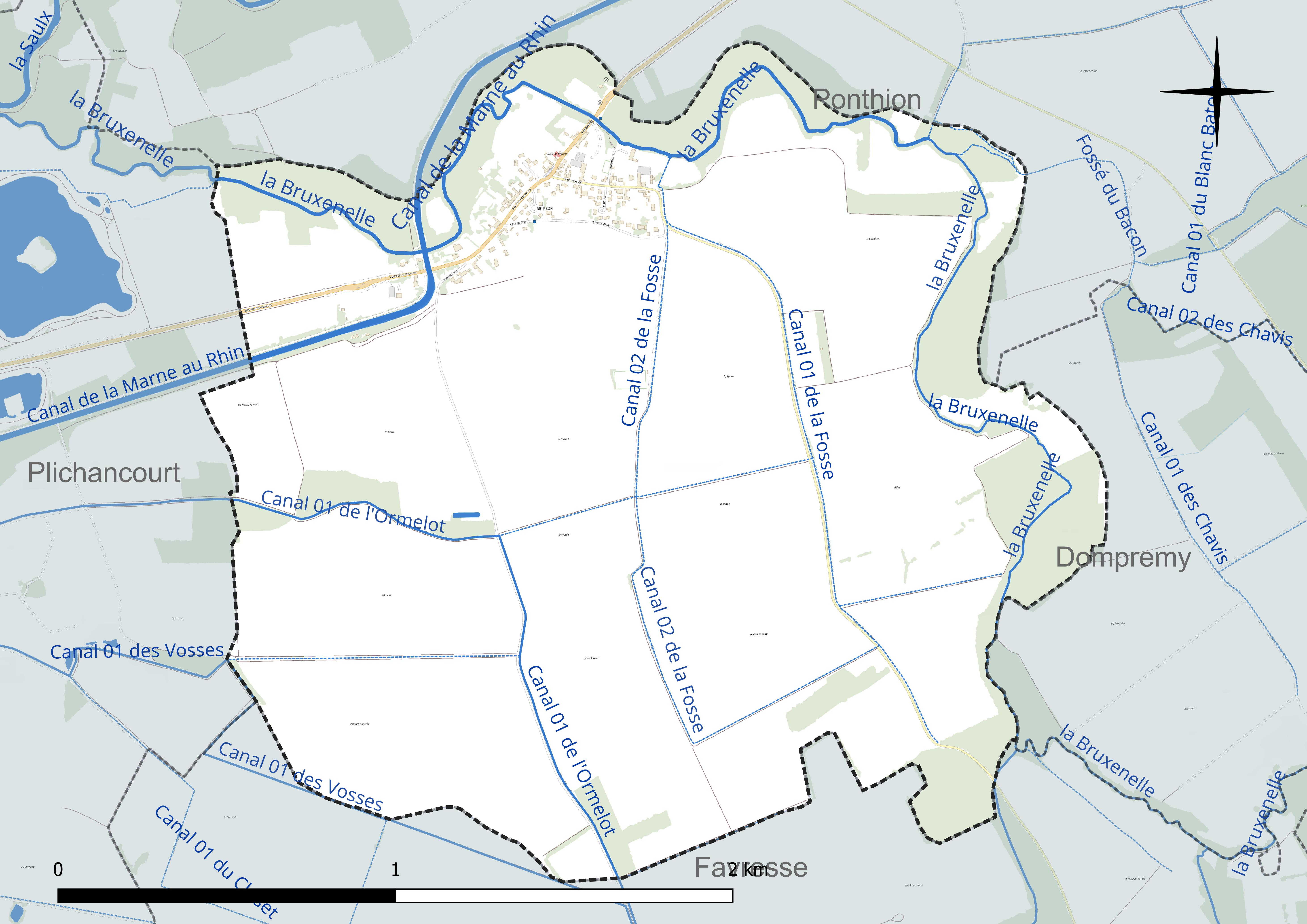
Réseau hydrographique de Brusson.

### Climat
Pour des articles plus généraux, voir Climat du Grand Est et Climat de la Marne.
En 2010, le climat de la commune est de type climat océanique dégradé des plaines du Centre et du Nord, selon une étude du Centre national de la recherche scientifique s'appuyant sur une série de données couvrant la période 1971-2000. En 2020, Météo-France publie une typologie des climats de la France métropolitaine dans laquelle la commune est exposée à un climat océanique altéré et est dans la région climatique Nord-est du bassin Parisien, caractérisée par un ensoleillement médiocre, une pluviométrie moyenne régulièrement répartie au cours de l’année et un hiver froid (3 °C).
Pour la période 1971-2000, la température annuelle moyenne est de 10,7 °C, avec une amplitude thermique annuelle de 15,9 °C. Le cumul annuel moyen de précipitations est de 785 mm, avec 12,1 jours de précipitations en janvier et 8,5 jours en juillet. Pour la période 1991-2020, la température moyenne annuelle observée sur la station météorologique de Météo-France la plus proche, « Frignicourt », sur la commune de Frignicourt à 10 km à vol d'oiseau, est de 11,5 °C et le cumul annuel moyen de précipitations est de 694,6 mm. 
La température maximale relevée sur cette station est de 41,7 °C, atteinte le 25 juillet 2019 ; la température minimale est de −22 °C, atteinte le 9 janvier 1985,,.
Les paramètres climatiques de la commune ont été estimés pour le milieu du siècle (2041-2070) selon différents scénarios d'émission de gaz à effet de serre à partir des nouvelles projections climatiques de référence DRIAS-2020. Ils sont consultables sur un site dédié publié par Météo-France en novembre 2022.

## Urbanisme

### Typologie
Au 1er janvier 2024, Brusson est catégorisée commune rurale à habitat dispersé, selon la nouvelle grille communale de densité à sept niveaux définie par l'Insee en 2022.
Elle est située hors unité urbaine. Par ailleurs la commune fait partie de l'aire d'attraction de Vitry-le-François, dont elle est une commune de la couronne,. Cette aire, qui regroupe 73 communes, est catégorisée dans les aires de moins de 50 000 habitants,.

### Occupation des sols
L'occupation des sols de la commune, telle qu'elle ressort de la base de données européenne d’occupation biophysique des sols Corine Land Cover (CLC), est marquée par l'importance des territoires agricoles (81,9 % en 2018), une proportion sensiblement équivalente à celle de 1990 (82,1 %). La répartition détaillée en 2018 est la suivante : 
terres arables (70,2 %), forêts (12,9 %), zones agricoles hétérogènes (7 %), zones urbanisées (5,2 %), prairies (4,7 %). L'évolution de l’occupation des sols de la commune et de ses infrastructures peut être observée sur les différentes représentations cartographiques du territoire : la carte de Cassini (XVIIIe siècle), la carte d'état-major (1820-1866) et les cartes ou photos aériennes de l'IGN pour la période actuelle (1950 à aujourd'hui).

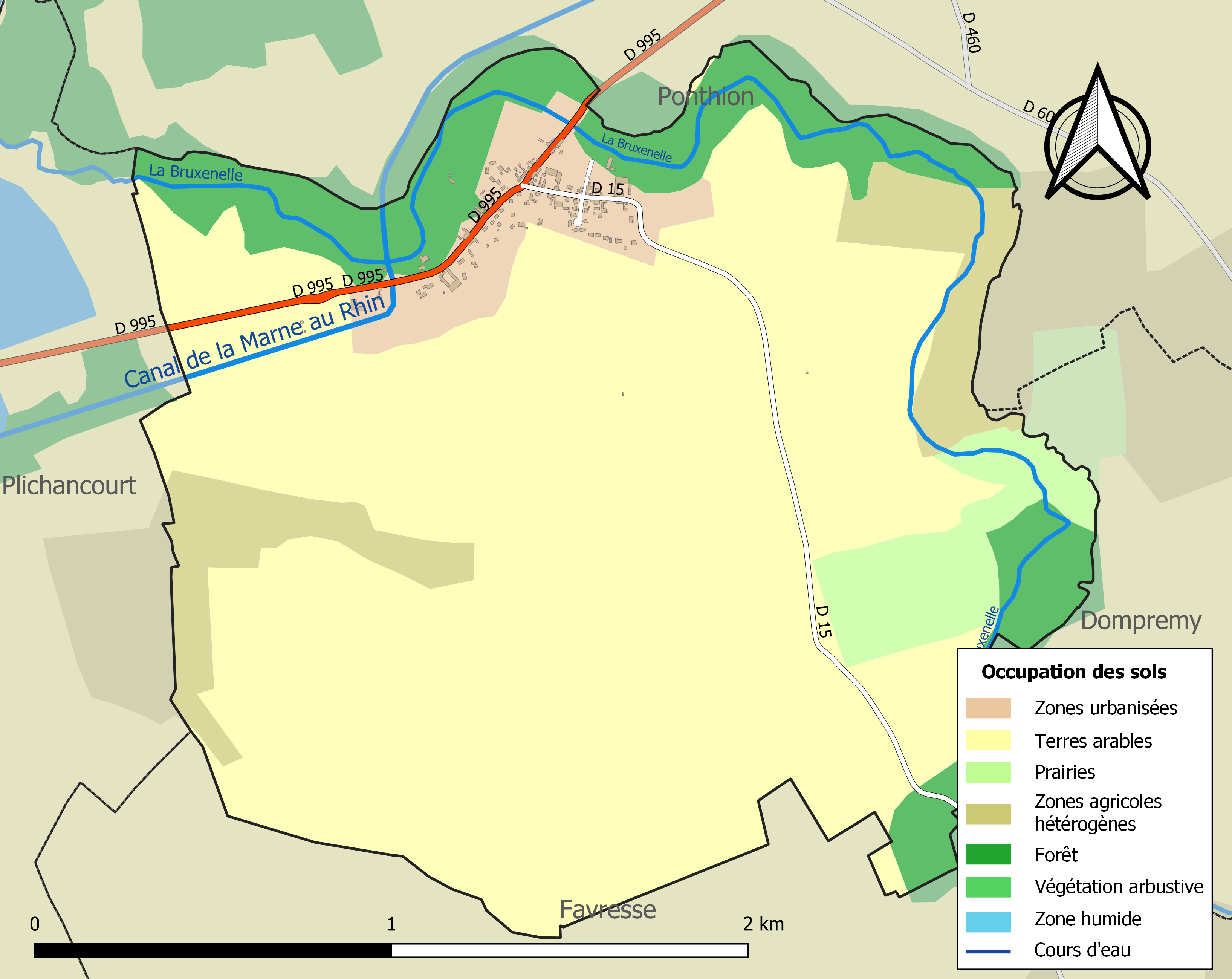
Carte des infrastructures et de l'occupation des sols de la commune en 2018 (CLC).

### Voies de communication et de transports
Le village de Brusson est traversé par la route départementale 995, ancienne route nationale 395, entre Vitry-en-Perthois à l'ouest et Pargny-sur-Saulx et Sermaize-les-Bains à l'est.
Du point de vue fluvial, le Canal de la Marne au Rhin passe par Brusson. L'itinéraire balisé entre les sentiers de grande randonnée GR15 et G148.

## Toponymie
Le nom de la localité est attesté sous les formes : Bruisson, Broisson (1240) ; Bruxon (vers 1252) ; Broisson-la-Vile (1270) ; Broson (XIIIe siècle) ; Bruisson (vers 1300) ; Brusson-la-Ville (1474) ; Bresson (1508) ; Brusson lez Ponthion (1542).
Bruisson est issu du nom de la rivière qui la traverse, la Bruxenelle, qui portait jadis le même nom que Brusson. Son toponyme a le sens de « lieu broussailleux ».[réf. nécessaire]

## Politique et administration

### Intercommunalité
La commune, antérieurement membre de la communauté de communes de Champagne et Saulx, est membre, depuis le 1er janvier 2014, de la communauté de communes Côtes de Champagne et Saulx.
En effet, conformément aux prévisions du schéma départemental de coopération intercommunale (SDCI) de la Marne du 15 décembre 2011, les quatre petites intercommunalités : 

- communauté de communes de Saint-Amand-sur-Fion, 
- communauté de communes des Côtes de Champagne, 
-  communauté de communes des Trois Rivières 
- communauté de communes de Champagne et Saulx 

ont fusionné le 1er janvier 2014, en intégrant la commune isolée de Merlaut, pour former la nouvelle communauté de communes Côtes de Champagne et Saulx.
Dans le cadre des prévisions du nouveau schéma départemental de coopération intercommunale (SDCI) de la Marne du 30 mars 2016, celle-ci fusionne le 1er janvier 2017 avec cinq des sept communes de Saulx et Bruxenelle (Étrepy, Pargny-sur-Saulx, Blesme, Saint-Lumier-la-Populeuse, Sermaize-les-Bains) pour former la nouvelle communauté de communes Côtes de Champagne et Val de Saulx, dont Brusson est désormais membre.

### Liste des maires
| Période    | Période                      | Identité          | Étiquette | Qualité                                                                                          |
| ---------- | ---------------------------- | ----------------- | --------- | ------------------------------------------------------------------------------------------------ |
| avant 1877 | après 1879                   | Jacquinot         |           |                                                                                                  |
| 1965       | 1995                         | Roland Rapinat    |           | Professeur de mathématiques et sciences Conseiller général de Thiéblemont-Farémont (1973 → 1998) |
| mars 2001  | En cours (au 4 juillet 2014) | Pascal Tramontana |           | Réélu pour le mandat 2014-2020,                                                                  |

## Équipements et services publics

### Eau et déchets
Le service public des déchets est assuré par le Syndicat mixte du Sud-Est Marnais (SYMSEM), qui a mis en place une redevance incitative. La collecte des ordures ménagères résiduelles (en bacs noirs pucés ou en sacs rouges prépayés) et des emballages ménagers recyclables (en sacs jaunes) est réalisée en porte à porte. Le SYMSEM adhérant au syndicat de valorisation des ordures ménagères de la Marne (SYVALOM), ces déchets sont amenés en centre de transfert à Sainte-Menehould ou Vitry-en-Perthois, puis valorisés sur le site de La Veuve. La collecte du verre se fait en apport volontaire, avant transformation dans une usine de Reims. Pour les déchets volumineux ou dangereux, le SYMSEM met à disposition de ses habitants une plateforme de déchets verts et gravats, à Saint-Amand-sur-Fion, ainsi que 12 déchèteries, à Arrigny, Courtisols, Givry-en-Argonne, Mairy-sur-Marne, Pargny-sur-Saulx, Pogny, Sainte-Menehould, Thiéblemont-Farémont, Valmy, Vanault-les-Dames, Villers-en-Argonne et Ville-sur-Tourbe.

## Population et société

### Démographie
L'évolution du nombre d'habitants est connue à travers les recensements de la population effectués dans la commune depuis 1800. Pour les communes de moins de 10 000 habitants, une enquête de recensement portant sur toute la population est réalisée tous les cinq ans, les populations de référence des années intermédiaires étant quant à elles estimées par interpolation ou extrapolation. Pour la commune, le premier recensement exhaustif entrant dans le cadre du nouveau dispositif a été réalisé en 2006.

En 2022, la commune comptait 187 habitants, en évolution de −1,06 % par rapport à 2016 (Marne : −1,19 %, France hors Mayotte : +2,11 %).
| 1800 | 1806 | 1821 | 1831 | 1836 | 1841 | 1846 | 1851 | 1856 |
| ---- | ---- | ---- | ---- | ---- | ---- | ---- | ---- | ---- |
| 169  | 182  | 184  | 207  | 213  | 210  | 200  | 203  | 187  |

| 1861 | 1866 | 1872 | 1876 | 1881 | 1886 | 1891 | 1896 | 1901 |
| ---- | ---- | ---- | ---- | ---- | ---- | ---- | ---- | ---- |
| 195  | 172  | 176  | 172  | 160  | 166  | 166  | 184  | 190  |

| 1906 | 1911 | 1921 | 1926 | 2006 | 2011 | 2016 | 2021 | 2022 |
| ---- | ---- | ---- | ---- | ---- | ---- | ---- | ---- | ---- |
| 185  | 164  | 177  | 163  | 207  | 212  | 189  | 184  | 187  |

## Culture locale et patrimoine

### Lieux et monuments

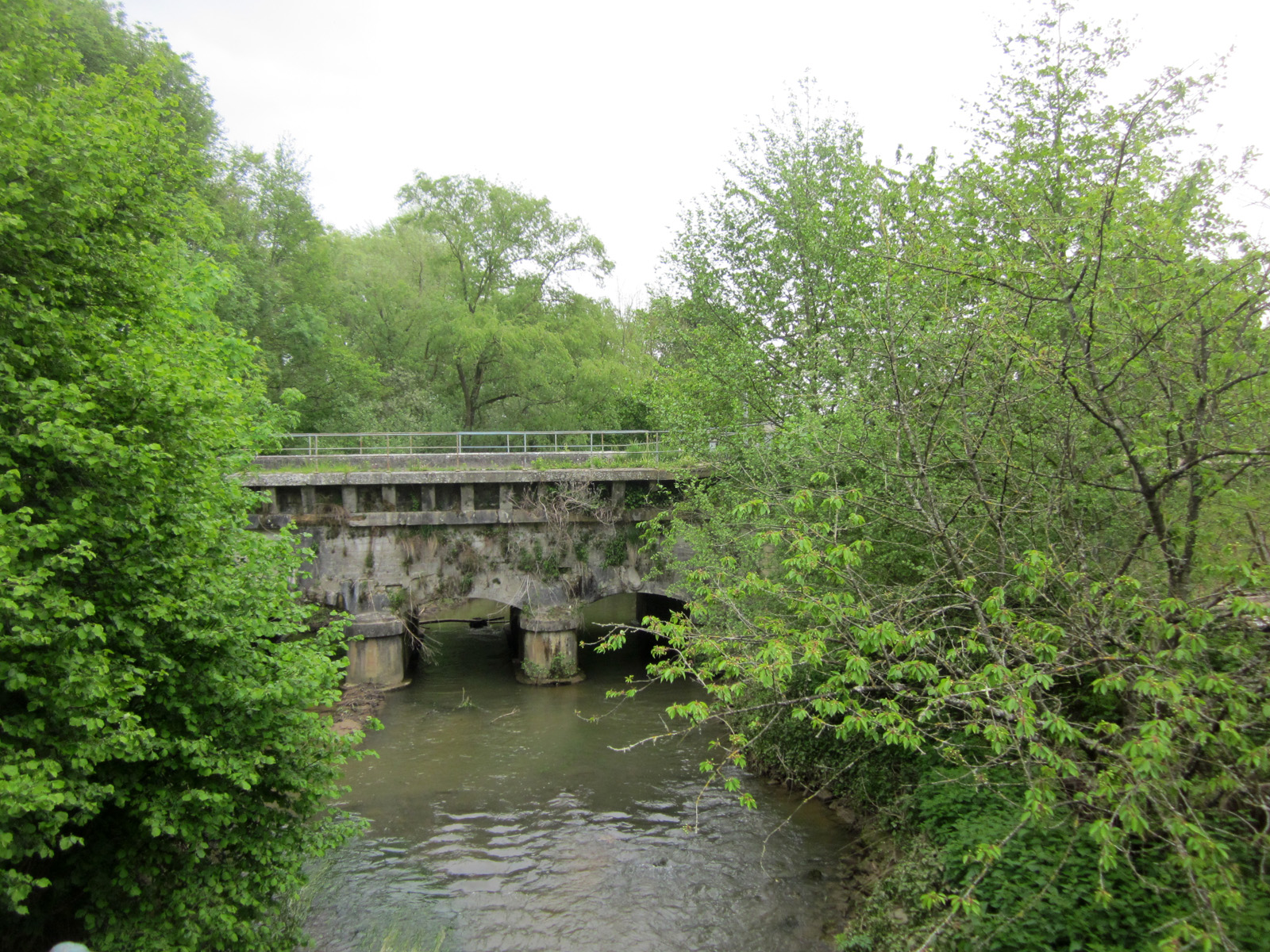
Le pont-canal de Brusson.

À Brusson, le canal de la Marne au Rhin passe au-dessus de la rivière Bruxenelle par le biais d'un pont-canal.
Brusson a la particularité de ne pas avoir d'église : le village était en effet, au Moyen Âge, un hameau du village de Ponthion distant d'environ 1 500 m, haut lieu de l'histoire carolingienne et aucune église n'y fut construite.
L'église Saint-Symphorien de Ponthion est possédée pour moitié par la commune de Ponthion et pour l'autre moitié par celle de Brusson. Fermée à partir de 1995, elle a été rouverte au public le 30 avril 2011 après une longue phase de travaux de consolidation, rénovation et remise aux normes dont Roland Rapinat, alors maire, fut l'initiateur au début des années 90. Début 2017, la commune est « réputée sans clochers ».

## Héraldique
| Blason de Brusson | Blason  | Coupé ondé - parti : au 1 d'azur à la bande d'argent côtoyée de deux doubles cotices potencées contre-potencées d'or, au 2 d'argent à la croix de Malte de sinople, au 3 d'argent à une ancre versée de sable, au 4 de gueules à une branche d'aubépine d'or. |
| Blason de Brusson | Détails | Journal de la commune, 2025 Auteur(s)J-F Binon |